# Dylan McDermott
Dylan McDermott (Waterbury, 26 de outubro de 1961) é um ator estadunidense.
Em 1999 recebeu o Globo de Ouro por sua atuação no seriado de televisão dramático The Practice, além de também ter sido indicado ao prêmio, pelo mesmo papel, em 2000 e em 2001. Em 2011 o ator interpretou o psicólogo infiel na série American Horror Story: Murder House. Em 2014 interpretou Jack Larsen na série de televisão Stalker.

## Biografia
McDermott nasceu em Waterbury, Connecticut, filho de  Diane (née Marino) e Richard McDermott. Sua mãe tinha quinze anos e seu pai tinha dezessete anos quando ele nasceu. Em 1967, o casal havia se divorciado, e Diane e seus filhos viviam com sua mãe. Em 9 de fevereiro de 1967, sua mãe foi morta por seu namorado com uma arma de fogo, McDermott tinha cinco anos. O namorado de Diane relatou a jornais da época que ela pegou sua arma e disparou. Dylan e sua irmã, Robin, então, começaram a ser criados pela avó materna, Avis Marino, em Waterbury. Como um adolescente, McDermott começou a viajar para visitar seu pai, que possuía o Saloon Street West Fourth em Nova York . Os dois iam ver filmes juntos, e o McDermott mais jovem iria trabalhar no bar de seu pai, servindo bebidas e interrompendo as brigas. McDermott estava desconfortável com ele mesmo como um adolescente, dizendo que ele tinha um " Dorothy Hamill penteado ". Ele começou a imitar seus heróis agindo, como Marlon Brando e Humphrey Bogart, a adotar seu comportamento. McDermott participou e graduou-se Santa Cruz Alta Escola em Waterbury. A terceira esposa de seu pai era Eve Ensler (autora de Os Monólogos da Vagina) e ela legalmente adotou McDermott, quando ele tinha quinze anos e ela tinha 23,e mesmo depois do divórcio Dylan continuou tendo muito contato com ela. Ensler, com quem ele manteve-se próximo, encorajou McDermott para perseguir uma carreira ativa  e começou a escrever papéis para ele em suas peças. Depois que Ensler sofreu um aborto espontâneo, ele assumiu o nome de Dylan, o nome planejado por ela nascituro. Ele participou atuando na escola jesuíta de Fordham University, bem como estudou com Sanford Meisner no The Neighborhood Playhouse.

## Filmografia

### Cinema
| Ano  | Título                          | Papel             | Notas          |
| ---- | ------------------------------- | ----------------- | -------------- |
| 1987 | Hamburger Hill                  | Sarg. Adam Frantz |                |
| 1988 | The Blue Iguana                 | Vince Holloway    |                |
| 1989 | Twister                         | Chris             |                |
| 1989 | Steel Magnolias                 | Jackson Latcherie |                |
| 1990 | Hardware                        | Moses Baxter      |                |
| 1991 | Where Sleeping Dogs Lie         | Bruce Simmons     |                |
| 1992 | Jersey Girl                     | Sal               |                |
| 1993 | In the Line of Fire             | Al D'Andrea       |                |
| 1994 | The Cowboy Way                  | John Stark        |                |
| 1994 | Miracle on 34th Street          | Bryan Bedford     |                |
| 1995 | Destiny Turns on the Radio      | Julian Goddard    |                |
| 1995 | Home for the Holidays           | Leo Fish          |                |
| 1997 | 'Til There Was You              | Nick              |                |
| 1999 | Three to Tango                  | Charles Newman    |                |
| 2001 | Texas Rangers                   | Leander McNelly   |                |
| 2003 | Party Monster                   | Peter Gatien      |                |
| 2003 | Wonderland                      | David Lind        |                |
| 2003 | Runaway Jury                    | Jacob Wood        |                |
| 2005 | Edison                          | Lazerov           |                |
| 2005 | The Tenants                     | Harry Lesser      |                |
| 2005 | The Mistress of Spices          | Doug              |                |
| 2006 | Unbeatable Harold               | Jake Salamander   |                |
| 2007 | The Messengers                  | Roy               |                |
| 2007 | Have Dreams, Will Travel        | Tio               |                |
| 2009 | Mercy                           | Jake              |                |
| 2010 | Burning Palms                   | Dennis Marx       |                |
| 2010 | The Lost Island                 | John Baines       |                |
| 2012 | Nobody Walks                    | Leroy             |                |
| 2012 | The Campaign                    | Tim Wattley       |                |
| 2012 | The Perks of Being a Wallflower | Pai               |                |
| 2013 | Olympus Has Fallen              | Forbes            |                |
| 2014 | Freezer                         | Robert            |                |
| 2014 | Behaving Badly                  | Jimmy Leach       |                |
| 2014 | Autómata                        | Sean Wallace      |                |
| 2014 | Gramma                          | Jim Swann         |                |
| 2015 | Survivor                        | Sam Parker        |                |
| 2015 | The Laws of the Universe Part 0 | Yoake Suguru      |                |
| 2017 | Blind                           | Mark Dutchman     |                |
| 2018 | Josie                           | Hank              |                |
| 2018 | The Clovehitch Killer           | Don Burnside      |                |
| 2020 | Proof of Loss                   | Charles           | Curta-metragem |
| 2021 | King Richard                    | George Macarthur  |                |

### Televisão
| Ano       | Título                              | Papel               | Notas                                   |
| --------- | ----------------------------------- | ------------------- | --------------------------------------- |
| 1991      | The Neon Empire                     | Vic                 | Telefilme                               |
| 1991      | Into the Badlands                   | McComas             | Telefilme                               |
| 1992      | Tales from the Crypt                | George Gatlin       | Episódio: "This'll Kill Ya"             |
| 1992      | The Fear Inside                     | Pete Caswell        | Telefilme                               |
| 1997–2004 | The Practice                        | Bobby Donnell       | 147 episódios                           |
| 1998      | Ally McBeal                         | Bobby Donnell       | 2 episódios                             |
| 2003      | Will & Grace                        | Tom                 | Episódio: "Heart Like a Wheelchair"     |
| 2004      | The Grid                            | Max Canary          | 6 episódios                             |
| 2006      | 3 lbs                               | Dr. Douglas Hanson  | Episódio: "Unaired Pilot"               |
| 2006      | A House Divided                     | Anderson            | Telefilme                               |
| 2007–2008 | Big Shots                           | Duncan Collinsworth | 11 episódios                            |
| 2009–2010 | Dark Blue                           | Ten. Carter Shaw    | 20 episódios                            |
| 2011      | American Horror Story: Murder House | Dr. Ben Harmon      | 12 episódios                            |
| 2012–2013 | American Horror Story: Asylum       | Johnny Morgan       | 5 episódios                             |
| 2013–2014 | Hostages                            | Duncan Carlisle     | 15 episódios                            |
| 2014–2015 | Stalker                             | Jack Larsen         | 20 episódios                            |
| 2018      | LA to Vegas                         | Capitão Dave        | 15 episódios                            |
| 2018      | American Horror Story: Apocalypse   | Dr. Ben Harmon      | Episódio: "Return to Murder House"      |
| 2019      | The Politician                      | Theo Sloan          | 3 episódios                             |
| 2019      | American Horror Story: 1984         | Bruce               | 3 episódios                             |
| 2019      | No Activity                         | Clint Bergman       | 7 episódios                             |
| 2020      | Hollywood                           | Ernie West          | 7 episódios                             |
| 2021-2022 | Law & Order: Organized Crime        | Richard Wheatley    | 15 episódios                            |
| 2021      | American Horror Stories             | Dr. Ben Harmon      | Episódio: "Game Over"                   |
| 2021      | Law & Order: Special Victims Unit   | Richard Wheatley    | Episódio: "People vs. Richard Wheatley" |
| 2022-2025 | FBI: Most Wanted                    | Remy Scott          | 63 episódios                            |
| 2023      | FBI                                 | Remy Scott          | Episódio: "Imminent Threat: Part Two"   |